# Major (Manga)
Major (Eigenschreibweise in Versalien) ist eine Manga-Serie von Takuya Mitsuda, die auch als Anime-Serie umgesetzt wurde. Der Sport-Manga, der insgesamt über 10.000 Seiten umfasst, richtet sich an Jungen im Grund- bis Mittelschulalter, lässt sich also der Shōnen-Gattung zuordnen.

## Handlung
Gorō Honda ist der Sohn eines Profi-Baseballspielers. Obwohl er erst sechs Jahre alt ist, träumt er von einer Zukunft als professioneller Baseballspieler, um in die Fußstapfen seines erfolgreichen Vaters zu treten. Nachdem seine Mutter stirbt, hat er nur noch zu seinem Vater und seiner Vorschullehrerin Momoko Hoshino Kontakt, die sich besonders eingehend um Gorō kümmert. Weil es in der Vorschule keine Spielkameraden in seinem Alter gibt und auch in der Nachbarschaft kein Kind wohnt, das Baseball so liebt wie er, hat der Junge niemanden, mit dem er Baseball spielen kann. Auch die lokale Mannschaft der „Little League“ nimmt erst Kinder ab einem Alter von neun Jahren in ihre Mannschaft auf. Schließlich lernt Gorō Toshiya Satō kennen, einen Jungen aus der Nachbarschaft, der ebenso von dieser Sportart fasziniert ist wie er selbst. Also bringt er ihm die Regeln bei und trainiert mit ihm fleißig. Auch zwischen Gorōs Vater Shigeharu und Momoko, die mehr und mehr in das Leben der Hondas integriert wird, entsteht eine innige Beziehung. Doch bevor die beiden glücklich werden, stirbt Shigeharu bei einem Sportunfall.
Nachdem er und seine Familie umziehen mussten, da sein Vater vorübergehend für eine andere Mannschaft spielte, kehrt er als Oberschüler in seine Heimatstadt zurück. An Baseball spielen als Pitcher ist jedoch kaum zu denken, da sich Gorō vor drei Jahren die rechte Schulter in einem Spiel gebrochen hat und seitdem nicht mehr mit dem rechten Arm werfen kann. Gorō ist zwar eigentlich ein rechtshändiger Pitcher, wechselt aufgrund der Verletzung jedoch seine Wurfhand. Er spielt schließlich für die Kaido-Oberschule, die für ihr prestigeträchtiges Baseball-Team bekannt ist.
Gorō wird immer besser, und nachdem er der Kaido-Schule den Rücken zukehrte, sucht er nun eine neue Schule, um mit deren Baseball-Team noch erfolgreicher zu werden. Wegen diverser persönlicher Gründe und insbesondere der Einmischung Egashiras lehnen alle Schulen mit einem Baseball-Club seine Bewerbung ab. 
Schließlich reist Gorō Shigeno in die USA, um dort in der Major League zu spielen und Profi zu werden. Doch die Sprachbarriere und sein Nichtwissen über amerikanische Gesetze und Gepflogenheiten werden zunächst zum Problem. Allerdings geht er selbstbewusst an die Auswahltests der amerikanischen Mannschaften heran und zeigt, wie gut er als Pitcher wirklich ist. Nach verschiedenen Umwege und Rückschlägen bekommt einen Vertrag für ein Minor Team und meistert somit den ersten Schritt in Richtung Major League.
Nach einiger Zeit kehrt er nach Japan zurück. Er konnte sich im amerikanischen Baseball etablieren und nun warten neue Herausforderungen in Japan. Sein großes Ziel, erfolgreich in der Major-League zu werden, steht noch aus. 
Schließlich gelingt es Gorō, bis in die Major League zu kommen und er gibt alles, um sein Team, die „Indiana Hornets“, an die Tabellenspitze zu führen. Schnell wird ihm allerdings klar, dass die Major League noch eine ganze Stufe über dem World Cup liegt. Und auch die Niederlage seines Nationalteams gegen das der USA geht an ihm nicht so spurlos vorbei, wie es zunächst den Anschein hatte. 

## Veröffentlichungen
Major erschien in Japan im Manga-Magazin Shōnen Sunday von Ausgabe 33/1994 bis 32/2010. Der Verlag Shogakukan brachte die Einzelkapitel auch in insgesamt 78 Sammelbänden (Tankōbon) heraus.
Zuletzt verkauften sich die Bände jeweils über 160.000 mal.
Seit dem 11. März 2015 erscheint in der Shōnen Sunday eine Fortsetzung unter dem Titel Major 2nd. Das erste Kapitel wurde in der Ausgabe 15/2015 veröffentlicht. Die Einzelkapitel wurden in bisher 30 Sammelbänden zusammengefasst (Stand: März 2025).

## Anime
Der Manga wurde von 2004 bis 2010 als Anime-Fernsehserie in sechs Staffeln umgesetzt, wobei ab Staffel 4 die Produktion wechselte.
Die ersten drei Staffeln wurden von Studio Hibari animiert unter der Regie von Ken’ichi Kasai. Das Character Design stammt in der ersten Staffel von Masaru (auch als Katsu gelesen) Ōshiro und in der zweiten und dritten Staffel von Ken’ichi Ōnuki und Kōichi Usami.
Mit der vierten Staffel, die ab 2008 ausgestrahlt wurde, wechselte das Studio zu SynergySP, wobei die (Gesamt-)Regie bei Ken’ichi Kasai verblieb der jedoch von Riki Fukushima als Ko-Regisseur unterstützt wurde. Hinzu kamen „Baseball-Regisseure“ als technische Berater: in der vierten Staffel Shigetoshi Hasegawa, in der fünften Staffel Akinori Ōtsuka und in der sechsten Staffel Takashi Saitō – allesamt frühere „Nippon Professional Baseball“- und „Major League Baseball“-Spieler. Das Character Design stammt von Ken’ichi Ōnuki.
Die Serie wurde vom 13. November 2004 bis 25. September 2010 durch den japanischen Fernsehsender NHK ausgestrahlt. Der Anime wurde auch auf den Philippinen gesendet. 
Am 13. Dezember 2008 kam in Japan ein Kinofilm mit dem Titel Gekijōban Major: Yūjō no Winning Shot (劇場版MAJOR メジャー 友情の一球, ~ Winingu Shotto) heraus. Dieser wurde von Studio Xebec animiert.
Nach Abschluss der Serie folgten zwei Original Video Animations von SynergySP. Major: Message (メジャー メッセージ, Mejā: Messēji) erschien am 17. Dezember 2010 als Beilage der limitierten Fassung des letzten Mangabandes. Major World Series Hen: Yume no Shunkan e (メジャーワールドシリーズ編 夢の瞬間へ, Mejā Wārudo Shirīzu Hen: Yume no Shunkan e) besteht aus zwei Teilen, von denen der erste am 16. Dezember 2011 und der zweite am 18. Januar 2012 erschien.

### Synchronisation
| Rolle           | japanischer Sprecher (Seiyū)         |
| --------------- | ------------------------------------ |
| Toshiya Satō    | Masakazu Morita                      |
| Goro Honda      | Motoko Kumai                         |
| Goro Shigeno    | Showtaro Morikubo                    |
| Daisuke Komori  | Rie Kugimiya Koki Miyata (Major 2nd) |
| Ryouta Sawamura | Kaoru Sasajima                       |
| Daigo Shigeno   | Natsumi Fujiwara                     |
| Hikaru Satō     | Kotaro Nishiyama                     |
| Yamane          | Hideki Ogihara                       |
| Kaoru Shimizu   | Yuko Sasamoto                        |
| Momoko Hoshino  | Junko Noda                           |
| Ken Mayumura    | Makoto Yasumura                      |
| Taiga Shimizu   | Romi Park                            |
| Tashiro         | Norihisa Mori                        |
| Fujii           | Takeshi Kusao                        |
| Sanders         | Kouji Ishii                          |
| Alice Jinnai    | Atsuko Enomoto                       |
| Mutsuko Sakura  | Kana Hanazawa                        |
| Izumi Shigeno   | Natsumi Takamori                     |
| Akira Nishina   | Daiki Yamashita                      |
| Fuji Chisato    | Sumire Uesaka                        |
| Tao Sugara      | Ayane Sakura                         |

### Musik
Die Musik der Serie wurde in den ersten drei Staffeln von Noriyuki Asakura und in den letzten drei Staffeln von Kōtarō Nakagawa komponiert. Für die Vorspanne verwendete man folgende Lieder:
- Staffel 1: Kokoroe (心絵) von Road of Major
- Staffel 2: Saraba Aoki Omokage (さらば碧き面影) von Road of Major
- Staffel 3: Play the Game von Road of Major
- Staffel 4: Rise von Kōhei Ōtomo
- Staffel 5: Hey! Hey! Alright von Scha Dara Parr + Kaela Kimura
- Staffel 6: Kokoroe (心絵) von Triplane

Die Abspanne wurden mit folgenden Titeln unterlegt:
- Staffel 1:
  - Step von Beni Arashiro
  - Faraway von Paradise GO!! GO!!
- Staffel 2:
  - Wonderland von May
  - Shoboi Kao Sunna yo Baby (しょぼい顔すんなよベイベー) von The Loose Dogs
- Staffel 3:
  - Strike Party!!! von BeForU
  - Yoru ni Nareba (夜になれば) von The Loose Dogs
- Staffel 4:
  - One Day von The Loose Dogs
  - Ame Nochi Niji-iro (雨のち虹色) von Goro Shigeno x The Loose Dogs feat. Maki Ohguro
- Staffel 5:
  - Stay with me von Hitomi Shimatani
  - Jibun Color (ジブンカラー, Jibun Karā) von Yū Nakamura
  - Kokoroe (心絵) von Road of Major
- Staffel 6:
  - Twilight Star (トワイライトスター, Towairaito Sutā) von Megamasso
  - Zutto Mae kara (ずっと 前から) von French Kiss
  - Kokoroe (心絵) von Road of Major